# Кулундинское озеро
Кулунди́нское о́зеро — самое крупное из озёр Алтайского края, расположено в западной части Кулундинской равнины, в 64 км восточнее города Славгорода. Площадь водосбора — 24 100 км².
Площадь акватории 728 км², диаметр — около 35 км, высота над уровнем моря — 99 метров. Озеро неглубокое — в среднем 2,5 — 3 метра, вода слабосолёная.

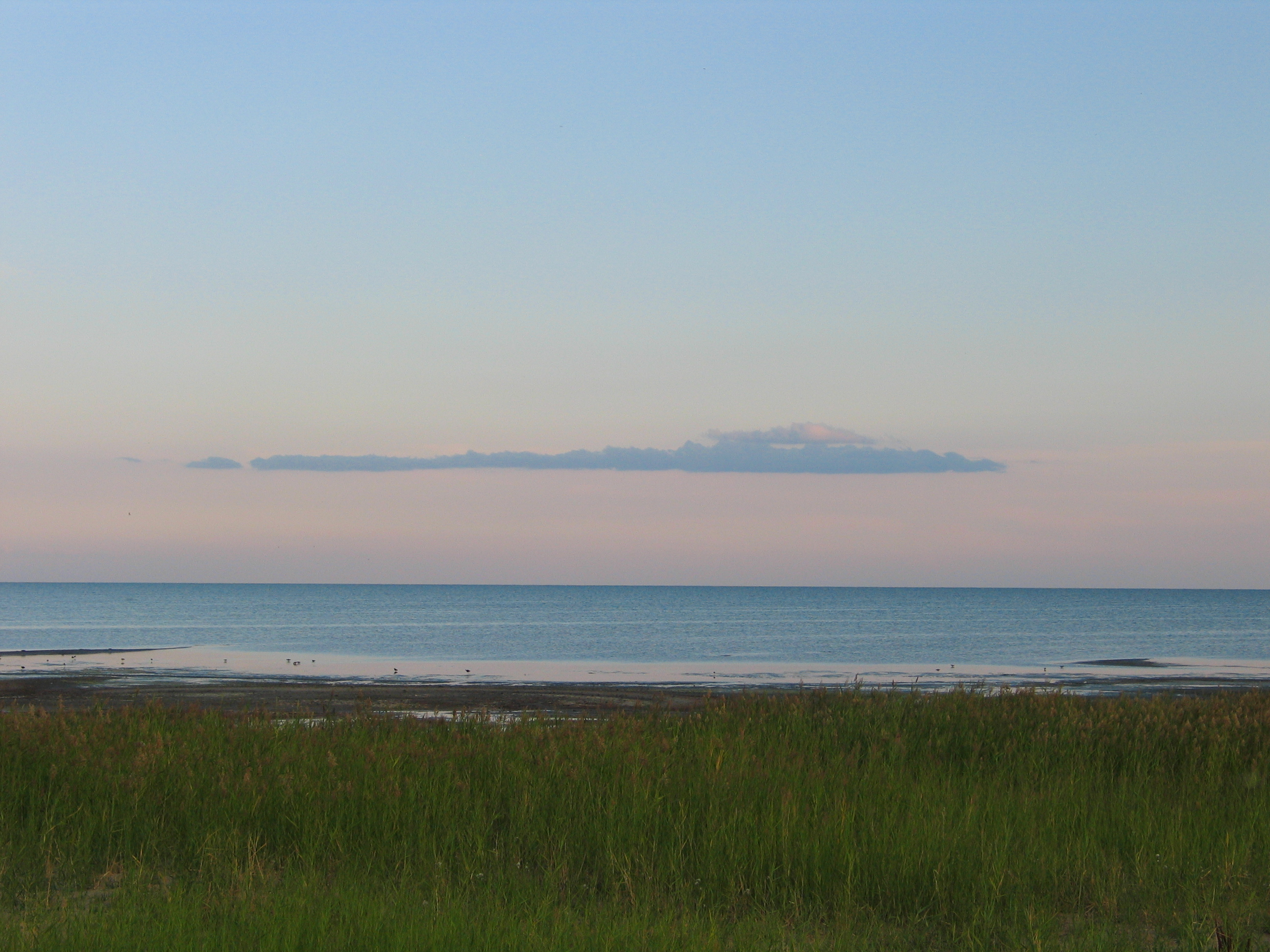
Вид на Кулундинское озеро с севера (1,5 км от села Знаменка)

Вокруг озера — типичный степной пейзаж. В восточной части озера много островов и заливов, западная часть — более ровная, со множеством песчаных отмелей, имеющих рекреационное значение. Питание снеговое. Озеро зимой не замерзает, температура воды летом до +26 °C. В озеро впадают реки Кулунда, Суетка. Озеро является остаточным водоёмом, образовано при обмелении существовавшего ранее крупного озёрного бассейна. Связано протокой с озером Кучук. Содержит запасы мирабилита.